# Massacre de Haun's Mill

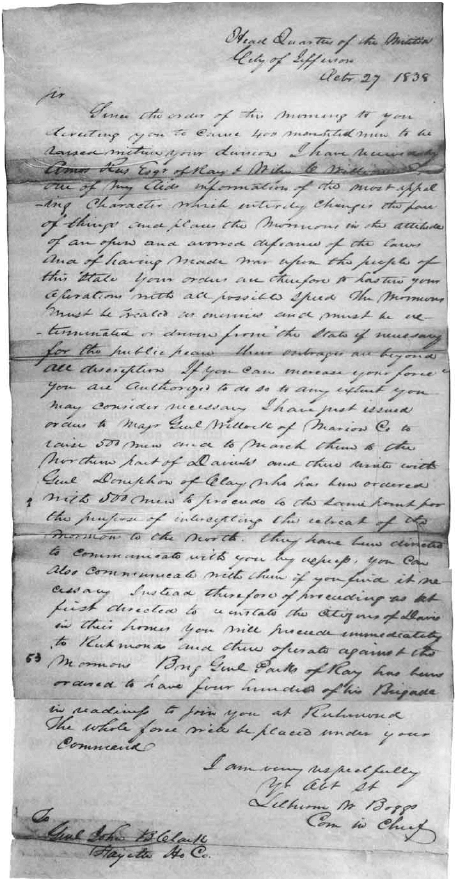
Ordre d'extermination des mormons, Missouri, 1838

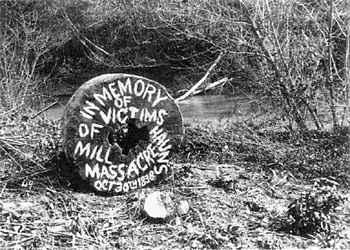
Meule peu de temps après sa découverte. En 1941, les propriétaires l'ont déplacée, ignorant qu'il s'agissait du marquage du lieu d'enfouissement. L'emplacement exact n'est plus connu.

Le massacre de Haun's Mill  (Moulin de Haun) est un événement de l'histoire de l'Église de Jésus-Christ des saints des derniers jours aux États-Unis. Il a lieu le 30 octobre 1838 quand une milice organisée du comté de Livingston, Missouri, attaque une colonie de pionniers mormons dans le comté de Caldwell, Missouri, aux États-Unis, tuant 17 d'entre eux . 
Les cinquante-cinq hommes connus par leur nom, impliqués dans ce qui est la plus violente agression contre les mormons, n'ont jamais été traduits en justice.

## Contexte
Durant la dernière semaine d'octobre 1838, le nord du Missouri est sens dessus dessous ; on "entendait des émeutiers dans toutes les directions". Ils brûlent les maisons et les moissons, chassent le bétail, font des prisonniers et menacent les mormons de mort. Le général Atchison insiste auprès du gouverneur Lilburn Boggs pour qu'il se rende sur place. Au lieu de cela, le 27 octobre, celui-ci ordonne à sa milice de partir en guerre. Ne s'appuyant que sur de fausses informations concernant une insurrection mormone, Boggs affirme que les mormons ont défié les lois et sont à l'origine des hostilités. Il écrit : "Les mormons doivent être traités comme des ennemis et doivent, si nécessaire, être exterminés ou chassés de l'État, pour le bien public. Leurs outrages dépassent toute description". À ce stade, il y a une si forte opposition dans l'opinion publique contre les mormons que même ceux qui connaissent la vérité ne peuvent pas prendre ouvertement leur parti. L’ordre d'extermination des mormons, que le gouverneur Boggs donne alors, est le résultat de l'expression populaire.
Le général Atchison est responsable des troupes de l'État mais est révoqué par le gouverneur avant la reddition de Far West. Le commandement est confié au général John B. Clark. Celui-ci n'arrive à Far West que quelques jours après la reddition. Le général Samuel D. Lucas, anti-mormon de longue date, provenant du comté de Jackson, a temporairement le commandement de la milice qui se rassemble rapidement de toutes parts pour encercler Far West. Le 30 octobre, plus de deux cents hommes entourent Far West, la plupart décidés à exécuter l'ordre du gouverneur. C'est à Haun's Mill que la violence commence.

### Hauns' Mill
Jacob Haun, converti au mormonisme à Green Bay (Wisconsin) s'installe en 1835 à Shoal Creek à 19 km à l'est de Far West (Missouri), dans l'espoir d'éviter les persécutions que ses coreligionnaires connaissent ailleurs au Missouri. Hauns' Mill se compose d'un moulin, d'une forge, de quelques maisons et d'une population de vingt à trente familles au moulin lui-même et d'une centaine de familles dans le grand voisinage. Le 30 octobre, neuf chariots d'immigrants de Kirtland arrivent à cet endroit. Ils ont décidé de se reposer quelques jours avant d'aller à Far West.

## Circonstances

### Joseph Smith conseille le départ
Immédiatement après la bataille de la Crooked River, Joseph Smith conseille à tous les saints des derniers jours vivant dans des endroits écartés de s'installer à Far West ou à Adam-ondi-Ahman. Ne voulant pas abandonner ses biens, Jacob Haun n'écoute pas ce conseil et dit à la petite communauté de rester là. Cette décision imprudente s'avère fatale. Le groupe de Haun a l'intention d'utiliser la forge comme fortin en cas d'attaque. Des gardes sont postés pour protéger le moulin et la colonie.

### La milice rompt le traité
Le dimanche 28 octobre, le colonel Thomas Jennings, de la milice du comté de Livingston, envoie un de ses hommes à la colonie pour conclure un traité de paix. Les deux partis s'engagèrent à ne pas s'attaquer mutuellement. Mais les non-mormons ne se dissipèrent pas comme promis. Le lundi, un groupe de missouriens du comté de Livingston décide d'attaquer Haun's Mill, probablement dans l'intention d'exécuter l'ordre du gouverneur. Le mardi après-midi, 30 octobre, quelque 240 hommes approchent de Haun's Mill. Joseph Young, père, un des sept présidents des soixante-dix, qui est récemment arrivé à Haun's Mill, décrit la situation de la fin de l'après-midi : « Les rives de Shoal Creek pullulaient de part et d'autre d'enfants, s'ébattant et jouant, tandis que leurs mères étaient occupées aux tâches domestiques et leurs pères gardaient les moulins et les autres biens, tandis que d'autres s'occupaient à rentrer leurs récoltes pour la consommation d'hiver. Le temps était très agréable, le soleil brillait, tout était paisible, et personne ne s'attendait le moins du monde à la terrible tragédie qui était proche de nous et même à la porte ».

### Massacre
Le 30 octobre 1838, vers 4 heures de l'après-midi, les émeutiers s'approchent de Haun's Mill. Les femmes et les enfants s'enfuient dans les bois, tandis que les hommes se mettent à l'abri dans la forge. David Evants, chef militaire des mormons, agite son drapeau et demande la paix. Des dizaines de fusils répliquent, la plupart visant la forge. Les émeutiers tirent impitoyablement sur tout ce qu'ils voient, femmes, hommes âgés, enfants. Amanda Smith saisit ses deux petites filles et traverse sur une passerelle, avec Mary Stedwell, le réservoir du moulin. Amanda écrit : « En dépit du fait que nous fussions des femmes, ayant des enfants d'âge tendre, et que nous fussions occupées à fuir pour sauver notre vie, ces démons tirèrent volée sur volée pour nous tuer ».
La milice entre dans la forge et découvre Sardius Smith, dix ans, fils d'Amanda Smith, caché sous le soufflet du forgeron. Un des miliciens met le canon de son fusil contre le crâne du garçon et lui fait sauter la partie supérieure de la tête. L'homme explique plus tard : « Les lentes font des poux, et s'il avait vécu, il serait devenu mormon ». Alma Smith, sept ans, frère de Sardius, assiste au meurtre de son père et de son frère et est lui-même touché à la hanche. Thomas McBride est tailladé à mort avec un couteau à maïs. Un petit nombre d'hommes, de femmes et d'enfants réussissent à traverser la rivière et à se cacher dans les collines, mais dix-sept personnes au moins sont tuées et treize blessées. Jacob Haun est parmi les blessés, mais il guérit. Des années plus tard, Joseph Smith émet ses regrets : « À Haun's Mill, les frères n'ont pas écouté mon avis ; s'ils l'avaient fait, ils auraient eu la vie sauve ».
Les survivants se cachent pendant toute la soirée et toute la nuit, craignant une nouvelle attaque. Ils quittent le Missouri au cours de l'hiver et du printemps suivant en même temps que les autres mormons. Les émeutiers continuent à persécuter certaines veuves avant leur départ.